# Комаровка (Хмельницкая область)
Комаровка (укр. Комарівка) — село в Славутском районе Хмельницкой области Украины.
Население по переписи 2001 года составляло 266 человек. Почтовый индекс — 30065. Телефонный код — 3842. Занимает площадь 2,45 км². Код КОАТУУ — 6823986803.

## Местный совет
30065, Хмельницкая обл., Славутский р-н, с. Полянь